# Ranhados (Mêda)
Ranhados is een plaats (freguesia) in de Portugese gemeente Mêda en telt 335 inwoners (2001).